# Demonax proximus
Demonax proximus là một loài bọ cánh cứng trong họ Cerambycidae.